# Cheval gris de Suède
Le cheval gris de Suède (allemand : Der „Schwedenschimmel“) est une monture de guerre du roi de Suède Gustave II Adolphe, qui a été tuée par une balle lors du siège d'Ingolstadt en 1632, pendant une chevauchée de reconnaissance du roi. 
Il est considéré comme le plus ancien spécimen d'animal naturalisé d'Europe. Sa dépouille naturalisée est conservée au musée de la ville d'Ingolstadt. 

## Histoire
Le roi Gustave II Adolphe participait aux opérations militaires avec ses troupes, s'exposant ainsi à de nombreux dangers. Lors d'une opération de reconnaissance préliminaire au siège d'Ingolstadt en 1632, sa monture est abattue alors qu'il est en selle. Le cheval est abattu par une petite balle de canon tirée depuis le bastion nommé Eselbastei, le 3 mai.
Le roi survit à ses blessures.

## Description
Ce cheval est décrit comme « blanc ».

## Héritage
Dans un premier temps, le cheval abattu est enterré. Il est ensuite déterré et taxidermisé. Ce cheval abattu a été conservé comme trophée, probablement pour célébrer l'arrêt de l'avancée des troupes de Gustave II Adolphe. La dépouille naturalisée de ce cheval est toujours conservée au musée de la ville d'Ingolstadt.
Pendant longtemps, le cheval gris de Suède a été considéré comme le deuxième spécimen le plus ancien d’animal naturalisé en Europe, après l'éléphant de Maximilien II, mais la dépouille de ce dernier a été perdue pendant la Seconde guerre mondiale.